# Критолай (стратег)
Критолай (др.-греч. Κριτόλαος; II век до н. э.) — последний стратег Ахейского союза.
Наряду с Дамокритом и Диэем входил в число антиримски настроенных ахейских политиков, немало способствовал разрыву между ахейцами и римлянами. Предложением отсрочки выплаты долгов завоевал расположение народа, опираясь на его поддержку, объявил войну Спарте, пользовавшейся покровительством Рима, а также провёл указ, по которому стратеги Ахейского союза наделялись диктаторскими полномочиями.
Действия антиримской партии привели сначала к войне Ахейского союза сначала со Спартой, а затем и с Римом (Ахейская война). Но, будучи военачальником, Критолай особых талантов не проявил. В 146 г. до н. э. он с войском выступил против Гераклеи на Эте, отложившейся от ахейцев, и осадил её. Когда римское войско выступило из Македонии навстречу ахейцам, Критолай снял осаду Гераклеи и отступил, но римляне настигли его войско у Скарфея в Локриде и без особого труда разгромили, взяв 1 тыс. пленных. Тело Критолая не было найдено — по преданиям, он бросился в море или отравился.